# Castellvell de Bellera
Castellvell de Bellera, Castellvill segons la pronúncia de la contrada, és un antic poble ribagorçà del terme municipal de Sarroca de Bellera, al Pallars Jussà. Fins al 1972, però, formava part de l'antic terme de Benés, de l'Alta Ribagorça. Està despoblat des d'antic.
Es troba a quasi 4 km a l'est-sud-est del cap del seu antic municipi, cap a la seva part oriental, a la vall de la Valiri, afluent per l'esquerra del riu de Manyanet. Està situat dalt d'una carena damunt de la vall de la Valiri, en un lloc de difícil accés.
Tenia església, dedicada a Sant Serni (Sadurní), que havia estat parroquial.
Dins del terme hi havia l'església de Sant Joan de la Riberola, on el 24 de juny se celebrava un aplec, amb assistència de persones de tots els pobles de la vall. Pascual Madoz explica l'aplec: després de l'ofici, es dona menjar a tots els amos de casa dels quatre pobles assistents (Avellanos, Castellnou d'Avellanos, Castellvell de Bellera i Vilancòs), i després es repartia a tothom que en volgués un tros de coca, una cullerada de mató i vi.

## Etimologia
Es tracta d'un topònim romànic, possiblement medieval, de caràcter descriptiu: es tracta del castell vell del senyoriu de Bellera.

## Història
En el Fogatge del 1553 hi consten quatre focs (uns 20 habitants). El 1787 consten en aquest poble 45 habitants; el 1960 n'hi quedaven 13, i del 1994 ençà roman totalment abandonat.
Fins a l'extinció dels senyorius, el 1831, Castellvell de Bellera formava part dels dominis del marquès de Pallars, que eren també ducs de Cardona i de Segorb i vescomtes de Vilamur.
Castellvell de Bellera creà un ajuntament propi a ran del desplegament de la Constitució de Cadis, el 1812. Aquest ajuntament deixà d'existir el febrer del 1847 a causa de la promulgació, dos anys abans, d'una nova llei municipal que fixava en un mínim de 30 veïns (caps de casa contribuents i electors) el mínim per mantenir ajuntament propi. En aquell moment aquest municipi fou agregat a Benés. Finalment, el 1972 tot aquest antic municipi fou agregat a Sarroca de Bellera. Castellvell de Bellera hi pertanyia.
Pascual Madoz parla de Castellvell de Bellera en el seu Diccionario geográfico... del 1845. Hi deien que el poble és en un coster a l'exposició a l'oest, arrecerada dels vents de l'est, però ventilat per tots els altres. El clima és fred, i produeix inflamacions i cadarns. Tenia 9 cases, totes d'una sola planta, i dolentes. 6 d'elles estan agrupades amb l'església, 1 és a prop del poble mateix, i 2, a tocar del poble veí d'Avellanos. Hi ha una bona font, abundant, que abasteix d'aigua al poble. No hi havia escola, i els nens anaven a la d'Avellanos, a la manutenció de la qual contribuïa proporcionalment Castellvell de Bellera. En el terme hi ha alguns corrals per a guardar bestiar. L'aigua del riu d'Avellanos serveix per a regar alguns horts i per a moure dos molins fariners. El terreny és muntanyós, escabrós, i en general de mala qualitat. Hi ha molta roca, i el bosc és a penes existent. Tan sols es poden comptar els molts boixos que hi ha, a causa del terreny. Hi havia 160 jornals de conreu, i s'hi produïa ordi, patates, llegums i llana. De bestiar, ovelles, bous, eugues, ases i porcs. En total són 3 veïns (caps de família) i 18 ànimes (habitants).
Joan Bellmunt recull els noms de les cases del poble: Banlló, Dominguet, Mestret, Pomer i Rollan.

## Festes i tradicions
Castellvell de Bellera és dels pobles que surten esmentats a les conegudes cobles d'en Payrot, fetes per un captaire fill de la Rua a mitjan segle xx. Deia, en el tros de Castellvell de Bellera:
| «                | Puja cap a Santa Coloma i no en troba sinó dos, Castellvill i Castellnou Bellanos i Vilancòs. I passa a Oveix i Guiró la digo, digo, digo, i passa a Oveix i Guiró i es menja la carn de moltó. | » |
| — Payrot, Cobles | |   |